# Borau
Borau és un municipi aragonès situat a la província d'Osca i enquadrat a la comarca de la Jacetània.
La temperatura mitjana anual és de 9° i la precipitació anual, 1100 mm.